# Senegalia rugata
Espèce
Senegalia rugata, le som poi, est une espèce de plantes à fleurs dicotylédones de la famille des Fabaceae, sous-famille des Mimosoideae, originaire d'Asie tropicale.

## Synonymes
Selon GRIN (28 décembre 2018)
- Acacia concinna (Willd.) DC.
- Acacia rugata (Lam.) Buch.-Ham. ex Voigt
- Acacia rugata Buch.-Ham. ex Benth.
- Acacia sinuata auct.
- Mimosa concinna Willd.
- Mimosa rugata Lam. (basionyme)
- Senegalia rugata (Lam.) Britton & Rose[3]

## Description
Ce sont des plantes épineuses, dont le port peut être celui d'un petit arbre, ou d'un arbuste grimpant, dont les tiges peuvent atteindre 30 mètres de long. Les feuilles sont de 8-10 cm à 5-10 paires de pennes de 10-15 paires de folioles chacune. Les capitules sont longuement pédonculés, solitaires ou disposés par groupes de 2-4. Les fleurs sont jaunes crème. Les gousses oblongues sont ridées et étranglées entre les graines qui sont noirâtres, arrondies et aplaties de 6-10 mm de long

## Utilisation
Les gousses de Senegalia rugata, riches en saponines, sont employées en Inde comme substitut du savon (d'où le nom  de soap pod tree donné à la plante). Les jeunes pousses et les feuilles sont consommées comme légumes. Les jeunes pousses et les feuilles sont aussi consommées dans la soupe ou avec du poisson